# Regina Mingotti
Regina Mingotti (oprindeligt Regina Valentini, født 6. februar 1728 i Neapel, død 1. oktober 1807 i Neuburg an der Donau) var en italiensk operasangerinde.
I en ganske ung alder giftede hun sig med en venetiansk musiker Pietro Mingotti, der var impresario ved Dresden-operaen. Han besøgte i midten af det 18. århundrede København med et italiensk operaselskab. Han lod hendes stemme uddanne hos Porpora, hvorefter hun blev engageret i Dresden, 1751 rejste hun til Spanien, senere til Paris, London og Italien, og 1763 endelig bosatte hun sig i München.

## Liv og virke
Mingotti var datter af en østrigsk officer. Hun voksede op i ursulinerklosteret i Graz og fik den første sangundervisning af klosterets abbedisse.
I 1747 giftede hun sig med impresarioen Pietro Mingotti. Samme år kom hun med hans operatrup til Dresden for at opføre operaer på Angelo Mingottis (Pietros broder) nybyggede operahus. Bygningen stod på samme område som Zwinger, men var bygget af træ og brændte ned allerede i 1748.
Den kongelige opera engagerede Mingotti for at synge i Christoph Willibald Glucks Le nozze d'Ercole e d'Ebe i anledning brylluppet mellem Fredrik Christian af Sachsen og Maria Antonia af Bayern i 1747. Mingotti sang i rollen som Herkules. Mingotti, som fik sangundervisning af Nicola Porpora fra 1748, blev regnet som efterfølgeren til Dresdens aldrende primadonna, Faustina Bordoni. Selv om Mingotti kun var engageret som andensangerinde, kom det på kort tid til bitre stridigheder mellem de to, som beskrives i breve af Metastasio og Pisendel. Tvisten blev først bilagt, da Mingotti i 1750 fik et års engagement i Napoli. Efter, at Bordoni tog afsked med scenen i 1751, blev Mingotti hendes efterfølger som prima donna i Dresden.
Mingotti forlod Dresden i 1752 og rejste derfra, først til Madrid, hvor den berømte kastratsanger Farinelli fungerede som direktør for opera og ansvarlig for hoffets underholdning. Han skulle efter sigende være så begejstret for Mingottis stemme, at han siden ikke ville tillade hende at vise sig offentligt, men begrænsede disse optrædener til aftenkoncerter for den melankolske konge af Spanien. På grund af denne begrænsning rejste Mingotti i 1754 til Paris, derefter til London og var involveret derefter i forskellige italienske byer. Ti år senere, i 1763, hun trak sig tilbage fra scenen. Efter at have boet i München, boede hun med sin søn i Neuburg an der Donau, hvor hun i 1807 døde som enkefru Königlich-sächsische Kommerzienrätin.